# Helen Zellweger
Helen Zellweger (* 1971 in Zürich) ist eine Schauspielerin, Übersetzerin und Verlegerin mit Schweizer Wurzeln.

## Leben
Zellweger wurde 1971 in der Schweiz geboren und wuchs in Rapperswil, Singapur, Zürich und Wien auf. Schon als Jugendliche trat sie als Tänzerin unter anderem in der Ismael Ivo Dance Company auf. Nach ihrem Schulabschluss in Wien folgte ihre Schauspielausbildung an der Tisch School of the Arts der New York University (NYU) in New York City. Erste Schauspiel-Engagements führten sie von 1994 bis 1999 an diverse Grazer Bühnen (Theater im Bahnhof, Schauspielhaus Graz, Thaliatheater) sowie an das Burgtheater Wien.
Während ihrer Tätigkeit als Schauspielerin studierte sie Translationswissenschaften (Italienisch, Französisch) und schloss das Studium mit einem Doktorat über Bühnenübersetzung ab. Sie arbeitete als Schauspielerin für Film und Fernsehen sowie als freiberufliche Übersetzerin literarischer Texte.
2014 gründete Helen Zellweger mit Georg Hoanzl und Michael Niavarani den Schultz & Schirm Bühnenverlag, den sie als Geschäftsführerin leitet.

## Film und Fernsehen (Auswahl)
- 1991: Prosperos Bücher (original: Prospero’s Books), Regie: Peter Greenaway
- 2000: Doppelter Einsatz: Berlin, Regie: Dennis Satin
- 2001: Vino Santo – Es lebe die Liebe, es lebe der Wein, Regie: Xaver Schwarzenberger
- 2002: Die Windsbraut (original: Bride of the Wind), Regie: Bruce Beresford
- 2002: SOKO Kitzbühel (Folge: Killerbienen), Regie: Michael Zens
- 2002–2005: Um Himmels Willen, Regie: Wolfgang Hübner, Ulrich König, Helmut Metzger
- 2004: Sesamstraße (Folge 2220–2279)

## Theater (Auswahl)
- 1987: Ismael Ivo Dance Company
- 1995–97: diverse Produktionen im Theater im Bahnhof unter der Regie von Ed. Hauswirth, Helmut Köpping, Dieter Boyer und Michael Bogdanov
- 1996: The Breakfast Club nach dem Film von John Hughes, Regie: Helmut Köpping (Thalia Theater, Graz)
- 1998: Ein Sportstück von Elfriede Jelinek, Regie: Einar Schleef (Burgtheater)
- 1998: Mutter Courage und ihre Kinder von Bertolt Brecht, Regie: Konstanze Lauterbach (Burgtheater)
- 1999: Das weite Land von Arthur Schnitzler, Regie: Achim Benning (Burgtheater)
- 1999: Trilogie der Sommerfrische von Carlo Goldoni, Regie: Einar Schleef (Burgtheater)
- 1999: Wiener Blut, Regie: Johann Kresnik (Burgtheater)